# Najat Badri
Pour les articles homonymes, voir Badri.
Najat Badri (en arabe : نجاة بدري), née le 19 mai 1988 à Salé (Maroc), est une footballeuse internationale marocaine évoluant au poste de milieu de terrain à l'AS FAR.

## Biographie

### Carrière en club
Najat Badri se forme d'abord au Raja Aïn Harrouda puis joue au Club municipal de Laâyoune avant de rejoindre l'AS FAR en 2013,.
C'est avec l'AS FAR qu'elle remporte de nombreux titres : 11 de championnat, 9 de Coupe du Trône (coupe nationale) et un de Ligue des champions en 2022.
En 2016, l'AS FAR s'adjuge la Coupe de l'amitié Maroc-Émirats arabes unis en s'imposant à Dubaï face à Abu Dhabi sur le score de 4-2 .

#### Ligue des champions CAF 2021
Avec l'AS FAR, elle parvient à se qualifier pour la phase finale de la première édition de la Ligue des champions féminine de la CAF qui a lieu en Égypte. Titulaire à toutes les rencontres, elle inscrit deux buts durant cette édition.

### Carrière internationale
Najat Badri est régulièrement sélectionnée depuis 2007.
Le 8 mars 2008, le Maroc reçoit l'équipe de France pour un match amical à l'occasion de la Journée internationale des femmes au Stade Mohammed-V (Casablanca). Les Françaises qui jouent leur première rencontre de l'histoire sur le sol africain, dominent le match en s'imposant sur le score de 6 à 0. Najat Badri entre en jeu à la 69e minute de cette rencontre à la place de Dounia Tarkane.
Badri participe avec la sélection aux qualifications de la CAN 2010, de la CAN 2012, de la CAN 2014, de la CAN 2016 et de la CAN 2018. Mais toutes ses campagnes de qualifications se soldent par des échecs.
Le Maroc ne parvient pas non plus à se qualifier pour les Jeux olympiques, ni à ceux de Londres (2012) se faisant sortir par la Tunisie, ni à ceux de Tokyo (2020) se faisant éliminé par le Mali. Najat Badri participe à ces campagnes et marque un but notamment contre le Mali au match aller le 3 avril 2019 à Bamako.

#### Tournoi COTIF de l'Alcudia 2017
En août 2017, Najat Badri est sélectionnée par Karim Bencherifa pour disputer le tournoi COTIF à L'Alcúdia (Espagne). Durant ce tournoi qui a lieu du 4 au 11 août, le Maroc affronte des clubs espagnols et français. Les Lionnes de l'Atlas s'inclinent face à Levante (2-1), s'imposent contre Albi (5-1), perdent contre Atlético de Madrid (1-0) et gagnent contre Valence FC (1-0). Najat participe à l'ensemble des matchs en tant que titulaire et marque un seul but (contre Albi).

#### Tournoi COTIF de l'Alcudia 2018
Après l'édition de 2017, le Maroc est de nouveau invité à disputer le tournoi COTIF qui se déroule du 1er au 8 août 2018. Durant cette édition, les Marocaines s'inclinent une seule fois, contre Madrid CFF (1-0), et remportent une seule rencontre, face à l'Inde (5-1). Les deux autres matchs, face à Levante et Albacete se terminent sur un match nul (2-2, les deux). Najat Badri participe aux quatre matchs et inscrit quatre buts dont un doublé face à l'Inde.

#### Coupe d'Afrique des nations 2022: Parcours inédit
Elle est retenue dans la liste des 26 joueuses qui prennent part à la CAN 2022 du 2 au 23 juillet 2022 au Maroc. Elle atteint la finale de la compétition après une défaite de 1-2 face à l'Afrique du Sud au Complexe sportif Moulay-Abdallah. Lors de cette édition, Najat Badri n'est pas titularisée mais participe néanmoins à deux rencontres, face à l'Ouganda et entre en jeu lors de la finale.

#### Coupe du monde 2023: Exploit des Marocaines
Dans le cadre des préparations à la Coupe du monde 2023, Badri est sélectionnée par Reynald Pedros pour prendre part à un stage à Cadix (Espagne) au mois d'octobre 2022 durant lequel le Maroc affronte les équipes de la Pologne et du Canada (champion olympique 2020). Elle prend part aux deux matchs qui se soldent par des défaites marocaines (4-0).
Najat Badri fait partie des 28 joueuses présélectionnées par Reynald Pedros pour disputer la Coupe du monde 2023 organisée en Australie et Nouvelle-Zélande. Après le stage effectué en Autriche, Badri est sélectionnée dans la liste finale des 23 joueuses retenues pour défendre les couleurs marocaines au Mondial.
Le Maroc fait alors son entrée en lice à la Coupe du monde 2023 en affrontant l'Allemagne lors de la première journée le 24 juillet 2023 dans un match qui se termine sur une large victoire des Allemandes (6-0). Joueuse la plus âgée de l'effectif marocain, Najat Badri dispute son premier match de Coupe du monde à l'âge de 35 ans 2 mois et 5 jours, en entrant en jeu à la place d'Élodie Nakkach. Le Maroc qui débute mal contre l'Allemagne, parvient à remporter une première victoire, contre la Corée du Sud (1-0), puis une deuxième, contre la Colombie (1-0) et réussit à se qualifier pour les huitièmes de finale pour sa première participation, et ce grâce au nul de l'Allemagne contre la Corée. Le parcours des Marocaines prend fin contre les Françaises (4-0). Najat Badri entre en jeu en fin de match contre l'Allemagne et la Corée du sud.

#### JO 2024: Echec des Marocaines au dernier tour
Dans le cadre des préparations aux qualifications des Jeux olympiques 2024, le Maroc reçoit la Zambie les 22 et 26 septembre 2023 pour une double confrontation amicale. Les Marocaines s'inclinent lors des deux rencontres. La première à Casablanca sur le score 2-0 et la deuxième à Rabat sur un lourd score de 6 à 2. Najat Badri n'entre en jeu que lors du deuxième match.
Elle reçoit une convocation de la part de Jorge Vilda, fraîchement nommé à la tête de l'équipe nationale, pour disputer une double confrontation face à la Namibie les 26 et 31 octobre 2023 dans le cadre du deuxième tour des qualifications des Jeux olympiques 2024. La Namibie étant dans l'incapacité de recevoir, les deux matchs se jouent au Maroc. Les Marocaines s'imposent lors des deux manches. La première à Marrakech le 26 octobre 2023 sur le score de 2-0, et la deuxième à Rabat avec le même score. Bien que dans le groupe, Najat Badri ne dispute aucune des deux rencontres,.
La sélection marocaine affronte la Tunisie lors du 3e tour des qualifications aux JO 2024, les 23 et 28 février 2024 respectivement à Soliman et Rabat. Le Maroc se qualifie en remportant les deux manches, 2-1 en Tunisie puis 4-1 au Maroc. Badri qui démarre titulaire lors des deux rencontres, délivre une passe décisive à Fatima Tagnaout au match retour.
Les Marocaines sont donc opposées aux Zambiennes lors du 4e et dernier tour des qualifications. Si elle est parvenue à s'imposer en Zambie lors du match aller le 5 avril 2024 sur le score de 2 buts à 1, la sélection marocaine ne parvient pas à se qualifier pour la phase finale des Jeux à la suite de sa défaite 2 à 0 au match retour à Rabat le 9 avril 2024 après prolongations. Najat Badri participe aux deux rencontres en tant que titulaire et réalise une passe décisive au match aller pour Zineb Redouani. Cependant au match retour, elle commet durant les prolongations, une faute de main dans la surface de réparation aboutissant à un pénalty que la Zambie transforme par l'intermédiaire de Barbra Banda.

#### Coupe d'Afrique 2024: Nouvel échec en finale
Najat Badri est sélectionnée par Jorge Vilda pour une double confrontation amicale face à la RD Congo le 30 mai et le 3 juin 2024 à Berkane. Le Maroc remporte les deux rencontres. La première sur le score de 2 buts à 1 et la deuxième, 3 buts à 2. Badri dispute la première mi-temps du premier match et joue l'intégralité du deuxième.
Elle est convoquée pour disputer deux matchs amicaux contre la Tanzanie et le Sénégal respectivement les 25 et 29 octobre 2024 au Stade Père-Jégo. Les Marocaines remportent les deux rencontres avec un score de 4-1 face aux Tanzaniennes et une large victoire face aux Sénégalaises, 7-0. Najat Badri entre en jeu à la mi-temps face à la Tanzanie avant de céder sa place après s'être blessée,. Le mois qui suit, elle est convoquée pour disputer deux matchs amicaux contre le Botswana et le Mali respectivement les 28 novembre et 3 décembre 2024. Le Maroc remporte les deux rencontres, 3-1 face au Botswanaises et 1-0 face aux Maliennes. De retour de blessure, Badri entre en jeu en fin de match face au Mali.
Toujours dans le cadre des préparations à la CAN, elle est convoquée par Jorge Vilda pour disputer deux matchs amicaux internationaux, face au Ghana et Haïti respectivement les 21 et 25 février 2025 à Casablanca. Les Marocaines s'imposent face au Ghanéennes (1-0) et font match nul contre les Haïtiennes (1-1). Najat Badri est titularisée lors des deux rencontres. Elle sort sur blessure à l'heure de jeu face à Haïti,.
Le 24 juin 2025, la FRMF annonce la liste finale pour la CAN 2024. Najat Badri fait partie des joueuses retenues par Jorge Vilda. Le Maroc qui atteint la finale pour la deuxième fois consécutive, ne parvient pas à remporter le titre. Durant cette édition, les Marocaines terminent première de leur groupe après un nul face aux Zambiennes (2-2), une victoire face aux Congolaises (4-2) et un succès face aux Sénégalaises (1-0). En quart de finale, le Maroc élimine le Mali (3-1) puis s'impose en demi-finale aux tirs au but face Ghana (4-2, 1-1 après prolongations). Les joueuses de Jorge Vilda s'inclinent en finale face au Nigeria (3-2) après avoir mené au score (2-0) jusqu'à l'heure de jeu. Najat Badri prend part à l'ensemble des rencontres du tournoi en tant que titulaire sauf lors de la demi-finale durant laquelle elle entre en jeu à la place d'Élodie Nakkach.

## Palmarès

### En club
AS FAR (26 titres)
- Championnat du Maroc (12):
  - Championne : 2013, 2014, 2016, 2017, 2018, 2019, 2020, 2021, 2022, 2023, 2024, 2025
- Coupe du Trône (12):
  - Vainqueur : 2013, 2014, 2015, 2016, 2017, 2018, 2019, 2020, 2021, 2022, 2023, 2024
- Supercoupe Maroc-Émirats (1):
  - Vainqueur : 2016
- Ligue des champions de la CAF (1) :
  -  Vainqueur : 2022
  -  Troisième : 2021, 2023

### En sélection
Équipe du Maroc (1 titre)
- Coupe d'Afrique des nations
  -  Finaliste : 2022 et 2024
- Tournoi international de Malte
  - Vainqueur : 2022